# Jean-Louis Bonnard Hương
Jean-Louis Bonnard (1 tháng 3 năm 1824 ở Saint-Christôt-en-Jarret; bị trảm ngày 1 tháng 5 năm 1852) là một nhà truyền giáo người Pháp tại Việt Nam và là một trong các thánh tử đạo Việt Nam, được Giáo hội Công giáo Rôma phong thánh năm 1988.

## Cuộc đời

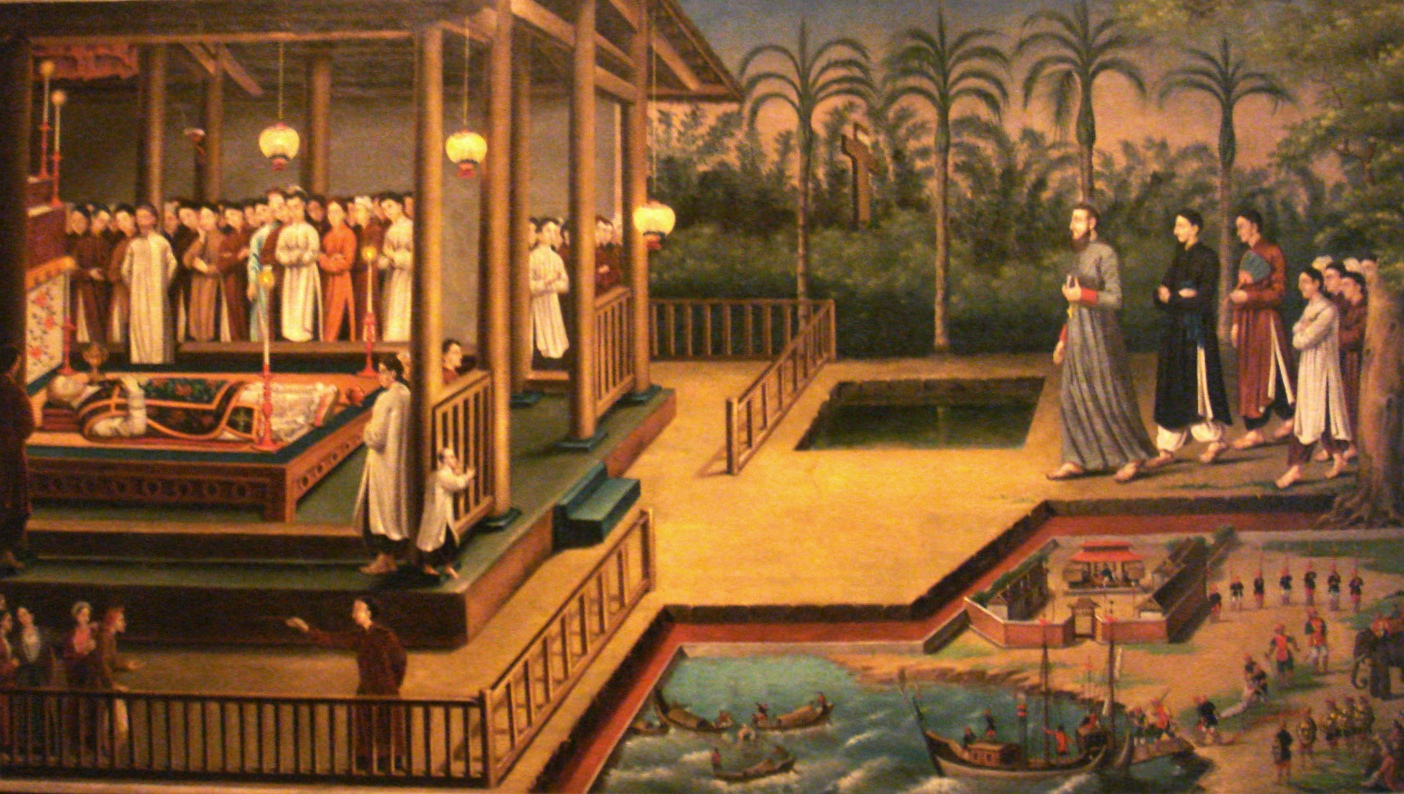
Lễ tang của Jean-Louis Bonnard. Góc dưới bên phải thể hiện cảnh xác ông bị ném xuống nước, và các Kitô hữu đã vớt ông lên. Ở góc trên bên phải, Giám mục Retord Liêu đến dự lễ.

Sau khóa học tại Saint-Jodard, ông gia nhập chủng viện Lyon. Năm 22 tuổi ông rời chủng viện để hoàn thành các nghiên cứu thần học tại Hội Thừa sai Paris.
Từ Nantes, nơi ông được truyền chức, ông đã đi thuyền đến Địa phận Tây Đàng Ngoài, Việt Nam và đến nơi hồi tháng 5 năm 1850. Tên tiếng Việt của ông là Hương. Năm 1851 ông được giao phụ trách hai giáo xứ ở đây. Vào thời điểm đó nhà Nguyễn đang cấm đạo.

## Tử đạo
21 tháng 3 năm 1852, ông bị bắt và bỏ tù. Bản án tử hình được đưa ra nhằm chống lại ông, và bản án được thi hành ngay sau khi có được sự chuẩn y của vua Tự Đức (1 tháng 5 năm 1852).
Thường thì xác tử tội được chôn ở nơi hành hình, nhưng các quan đã cho hốt đất thấm máu, rồi đem xác và đầu ông lên thuyền lớn để ném xuống sông, được cho là vì "không muốn để cho các tín hữu tôn kính vị tử đạo." Có các thuyền của phó tế, thầy giảng và một số giáo dân đi theo để quan sát. Khoảng 8-9 giờ tối, những thuyền lớn rời đi và các tín hữu đến vớt xác. Xác ông bị buộc vào thớt cối đá xay bột. Đầu ông bỏ trong rọ được cột vào tay.
Xác ông được mặc áo lễ và đặt tại nhà nguyện nhà tràng Vĩnh Trị, vào khoảng 1 giờ sáng ngày 2 tháng 5 năm 1852, xác ông được quàn ở đó đến tối hôm sau, có mặt Phaolô Lê Bảo Tịnh là giáo sư nhà tràng. Có giám mục Retord Liêu cùng một linh mục người Việt, một thừa sai và một số thầy giảng đến làm lễ an táng.